# Bataille des Pépins
La bataille des Pépins (Battle of the Pips) est le nom donné à un incident survenu le 27 juillet 1943, dans le cadre de la campagne des Aléoutiennes de la Seconde Guerre mondiale. En vue de l'attaque sur l'île de Kiska prévue pour août 1943, l'US Navy a formé le Task Group 16.22 (TG 16.22)[pas clair] sous le commandement du contre-amiral Griffin[pas clair], autour des cuirassés Mississippi et Idaho .
Le 27 juillet, à 130 km (80 mi) à l'ouest de Kiska, le TG 16.22 a reçu une série de contacts radar inconnus. L'ordre a été donné d'ouvrir le feu, et 518 obus de 14 pouces (360 mm) ont été tirés des deux cuirassés, mais il n'y a eu aucun coup au but.

## Radar
Le radar était encore une technologie nouvelle et peu fiable à ce moment-là, et les conditions météorologiques autour des Aléoutiennes étaient mauvaises, avec une très mauvaise visibilité normale pour la région. Aucun navire de guerre japonais n'était en fait à moins de 200 mi (170 milles marins ; 320 km). L'auteur Brian Garfield suppose, en se basant sur une analyse des capitaines de bateaux de pêche des Aléoutiennes modernes, que les pépins (appellation utilisée pour designer les points lumineux matérialisant les contacts radar sur l'écran cathodique) étaient des vols de puffins fuligineux ou à queue courte, des espèces de pétrel migrateurs qui traversent les Aléoutiennes en juillet de chaque année.

## Voir également
- Brouillard de guerre